# Marco Ferrante
Marco Ferrante (* 4. Februar 1971 in Velletri) ist ein ehemaliger italienischer Fußballspieler. Er wurde vor allem durch seine zahlreichen Vereinswechsel und seinen vielen Tore für Torino Calcio bekannt.

## Karriere
Der in Velletri, einer Stadt in der Provinz Rom, geborene Ferrante begann seine Karriere im Jahr 1988 beim SSC Neapel. In zwei Jahren absolvierte er dort nur einen Ligaeinsatz. Bei seinen folgenden Stationen AC Reggiana und AC Pisa wurde er zu einem wichtigen Bestandteil des Teams. Im Jahr 1992 kehrte er nach Neapel zurück und blieb auch diesmal weitgehend erfolglos. Nach nur einem halben Jahr unterzeichnete er im Januar 1993 einen Vertrag beim AC Parma. Nach elf für Ferrante torlosen Partien in der Serie A verließ er den Verein wieder und wechselte zu Piacenza Calcio. Der Stürmer wurde auch in Piacenza den Erwartungen nicht gerecht und erzielte nur vier Saisontore. Im Sommer 1995 fand er bei Salernitana Sport einen neuen Arbeitgeber.
In der Saison 1995/96 schoss er sechs Tore für Salernitana und wurde zum FC Turin verkauft. Von den Turinern anfangs nur als günstige Alternative angesehen, schlug der Stürmer zur Überraschung des Vereins hervorragend ein und erzielte in den Folgejahren viele Tore. In der Saison 1998/99 erzielte er in der zweitklassigen Serie B insgesamt 27 Treffer, womit er einen großen Anteil zum Aufstieg der Turiner in die Serie A beitrug. Im Jahr 2001 wechselte er überraschend zu Inter Mailand. Der Angreifer konnte sich in Mailand nie durchsetzen. Nach sechs Monaten bei Inter, in denen er elf Ligapartien bestritten und einen Treffer erzielt hatte, kehrte er wieder nach Turin zurück. Ferrante gelang es in Turin erneut seine Qualitäten unter Beweis zu stellen und abermals mit wichtigen Toren zu einem der besten Torjäger der Vereinsgeschichte zu werden. In insgesamt 233 Ligaspielen für den FC Turin erzielte er 114 Tore.
Im Sommer 2004 wechselte er zu Catania Calcio, für die er fünf Tore erzielte. Nach wenigen Monaten kehrte er mit der Verpflichtung beim FC Bologna in die höchste Spielklasse zurück. Beim emilianischen Klub bekam er sechs Einsätze und blieb dabei ohne Torerfolg. In der Saison 2005/06 folgte mit dem Transfer zu Ascoli Calcio sein letzter Wechsel innerhalb der Serie A. Mit seinen acht Treffern für Ascoli hatte er einen Anteil am 10. Rang in jener Spielzeit. In der Spielzeit 2006/07 ließ er bei den Zweitligisten Pescara Calcio und Hellas Verona seine lange Karriere ausklingen.